# بول مكراكن (كرة سلة)
بول مكراكن (بالإنجليزية: Paul McCracken)‏ مواليد 11 سبتمبر 1950 في نيويورك، هو لاعب كرة سلة أمريكي سابق. يبلغ طوله 6 قدم 4 بوصة (1.9 م).

## المسيرة الاحترافية
لعب مع هيوستن روكتس من سنة 1972 إلى 1974، ثم لعب مع شيكاغو بولز في سنة 1976، ثم لعب مع مكابي تل أبيب لكرة السلة في موسم 1978–1979.

## روابط خارجية
- بول مكراكن على موقع إن بي أي (الإنجليزية)
- بول مكراكن على موقع سبورتس رفرنس (الإنجليزية)
- بول مكراكن على موقع ريلجم (الإنجليزية)
- بول مكراكن على موقع بروبوليرز (الإنجليزية)